# Cees Grimbergen
Cees Grimbergen (Den Haag, 25 januari 1951) is een Nederlands journalist. Als tv-verslaggever en -presentator profileerde hij zich in een journalistieke stijl.

## Loopbaan
Grimbergen werkte lange tijd als freelance-journalist voor diverse kranten en tijdschriften, waaronder Twintig, het huisorgaan van de Vereniging van Dienstplichtige Militairen (VVDM). Ook was hij voetbalverslaggever (voor het Haagse dagblad Het Binnenhof) en rechtbankverslaggever (voor onder andere het Utrechts Nieuwsblad).

### Radio en tv
Als radiomaker werkte Grimbergen begin jaren tachtig onder andere voor het KRO-Hilversum 3-programma Rauhfaser, VPRO's Het Gebouw, en later Spijkers met Koppen, van toen nog de VARA. Ook schreef hij in die periode voor weekblad Vrij Nederland. Bij de IKON, waar hij al items voor de rubriek Kenmerk maakte, werd hij vanaf 1985 presentator van de jongerenpraatprogramma's Snuiters en Sjappoo, en in de jaren negentig eindredacteur/presentator van het journalistieke themaprogramma Vesuvius. Voor een aflevering van Vesuvius over jonge Marokkanen kreeg hij de ADO Mediaprijs 1994.
In 1999 werd Grimbergen redacteur-presentator van het NCRV-discussieprogramma Rondom 10 op televisie, als opvolger van Violet Falkenburg. Het live gespreksprogramma afficheerde zichzelf als 'Feiten, meningen en emoties die Nederland bezig houden' (bron 'Rondom 10, het boek'). Het haalde wekelijks 'het gesprek van de straat' de studio in. En behandelde vele thema's rond opvoeding, relaties, liefde, seks en ouder worden. Geruchtmakende afleveringen gingen over de dilemma's rond euthanasie. Ook was Rondom 10 een voorloper op het zonder voorzichtigheid behandelen van multiculturele thema's. Het leverde het programma de bijnaam 'hoofddoekjesprogramma' op, schreef Grimbergen in 'Rondom 10, het boek'. Rondom 10 ging het gesprek met en over pedofielen niet uit de weg.
Tussen 2004 en 2007 was hij een van de stemmen van het nachtelijk Radio 1-programma Casa Luna. In dat programma richtte hij het, aanvankelijk 'geheime', Sam Cooke-genootschap op. In dit stille genootschap vonden liefhebbers van soulzanger Sam Cooke elkaar.

In het voorjaar van 2009 stopte Grimbergen als presentator van Rondom 10. Hij verklaarde in Broadcast Magazine dat hij liever was doorgegaan met het programma, maar de NCRV verlengde zijn contract niet.
In 2010 stapte Grimbergen over naar Omroep MAX, aanvankelijk alleen om het eenmalige programma MAX Peilt de stemming te presenteren, een week voor de verkiezingen van 9 juni 2010.
Van 2011 tot en met 2020 presenteerde Cees Grimbergen in de zomermaanden het live discussieprogramma Hollandse Zaken voor Omroep MAX. In februari 2021 kondigde hij in het blad MAX Magazine aan te stoppen met de presentatie van Hollandse Zaken. Spraakmakende afleveringen van Hollandse Zaken gingen over alzheimer, liefde op latere leeftijd en de relaties grootouders-kleinkinderen. In de zomer van 2021 maakten Grimbergen en zijn eindredacteur Sigrid Muusse een terugblik op 130 afleveringen van Hollandse Zaken. Het programma ging daarna met vijf afleveringen door als reportageprogramma, met Grimbergen als redacteur en 'voice-over'.  

Op 1 juli 2013 zond MAX zijn documentaire Zwarte Zwanen - Gokken met uw pensioenpremie uit (camera André Ronchetti). Daarin ontrafelde Grimbergen de Nederlandse pensioenindustrie waar al meer dan 20.000 mensen werkzaam zijn. Hij gaf een inkijkje in de subcultuur van pensioenbeleggers die destijds meer dan € 1000 miljard beheerden. Daarna maakte hij tot en met 2018 nog zes Zwarte Zwanen-documentaires. Eind 2021 vroeg MAX-directeur Slagter hem een deel 8 te maken. Thema: de onrust onder gepensioneerden over het uitblijven van indexatie.
Sinds 2007 is hij vaste inval-presentator van Met het Oog op Morgen op Radio 1 en van januari 2008 tot 2017 was hij wekelijks stukjesschrijver over Utrechtse mensen en zaken in AD/Utrechts Nieuwsblad.
In 2020 werd hij medewerker van De Nieuwe Utrechtse Krant, denuk.nl. De Nuk is een onafhankelijk lokaal medium.
In april 2011 verscheen van de hand van Grimbergen Rondom 10, het boek (uitgeverij Nieuw Amsterdam). Voor dit boek interviewde hij voormalige gasten van Rondom 10 over de vraag of een live discussieprogramma bijdraagt aan een prettiger Nederland. Ook blikt hij terug op zijn eigen rol. Daarnaast schreef hij, samen met Dick van der Peijl en fotograaf Rob Huibers het boek 'Amelisweerd, de weg van de meeste Weerstand'. En maakte de tekst bij een fotoboek van Huibers over het Utrechtse Diakonessenhuis.

### Acteerwerk
Grimbergen was te zien in de telefilm Nooit te oud (2013) van de omroep MAX als gespreksleider in een fictief televisieprogramma. Eenzelfde rol speelde hij in Vox populi (2008) van Eddy Terstall.
In 1981 was hij voor Harrie Jekkers de inspiratie voor diens lied O, o, Den Haag, dat onder het pseudoniem Harry Klorkestein werd uitgebracht. Jekkers schreef dit lied voor Cees' dertigste verjaardag.